# Hannah Dreissigacker
Hannah Dreissigacker (* 2. Dezember 1986 in Morrisville, Vermont) ist eine US-amerikanische Biathletin und Skilangläuferin. Dreissigacker studierte am Dartmouth College, für dessen Skiteam sie auch antrat.

## Privatleben
Hannah Dreissigackers Mutter Judy Geer nahm als Ruderin an den Olympischen Spielen 1976 und 1984 teil, ihr Vater Dick Dreissigacker ist fünfmaliger US-amerikanischer Meister im Rudern, nahm an den Olympischen Spielen 1972 in München teil und gründete später mit seinem Bruder Peter den Ruder- und Skilanglaufausrüster Concept2. Ihre Geschwister Emily (* 1988) und Ethan (* 1991) sind ebenfalls Biathleten.

## Werdegang
Hannah Dreissigacker nahm seit 2002 an internationalen FIS-Rennen im Skilanglauf teil, später folgten auch Rennen des Nor-Am Cups und der US Super Tour. In fast 20 Rennen erreichte sie Top-Ten-Resultate. Ihre ersten internationalen Biathlon-Rennen bestritt sie bei den Biathlon-Europameisterschaften 2010 in Otepää, wo sie 52. des Einzels, 38. des Sprints, 41. der Verfolgung und mit Annelies Cook, Laura Spector und Susan Dunklee Neunte des Staffelrennens wurde. Schon zuvor hatte sie in der Saison im Rahmen des Biathlon-NorAm-Cups 2009/10 in Jericho in einem Sprint und einem Verfolgungsrennen zweite Plätze in der höchsten kontinentalen Rennserie erreicht. In der Gesamtwertung wurde sie Neunte.
Am 17. Januar 2013 gab sie beim Sprint in Antholz ihr Debüt im Biathlon-Weltcup. Ihre ersten Weltcup-Punkte sammelte sie in der Saison 2013/14 beim Sprint von Kontiolahti. Am Ende der Saison belegte sie Rang 88 der Gesamtwertung. Bei den Olympischen Winterspielen 2014 in Sotschi erreichte sie im Sprint einen schwachen 75. Platz. In der Mixed-Staffel belegte Dreissigacker mit ihren Mannschaftskollegen den sechsten Platz. Nach Rang 23 im Einzel wurde sie mit der Staffel Siebente.

## Statistiken

### Biathlon-Weltcup-Platzierungen
Die Tabelle zeigt alle Platzierungen (je nach Austragungsjahr einschließlich Olympische Spiele und Weltmeisterschaften).
- 1.–3. Platz: Anzahl der Podiumsplatzierungen
- Top 10: Anzahl der Platzierungen unter den ersten zehn (einschließlich Podium)
- Punkteränge: Anzahl der Platzierungen innerhalb der Punkteränge (einschließlich Podium und Top 10)
- Starts: Anzahl gelaufener Rennen in der jeweiligen Disziplin

| Platzierung         | Einzel | Sprint | Verfolgung | Massenstart | Staffel | Gesamt |
| ------------------- | ------ | ------ | ---------- | ----------- | ------- | ------ |
| 1. Platz            |        |        |            |             |         |        |
| 2. Platz            |        |        |            |             |         |        |
| 3. Platz            |        |        |            |             |         |        |
| Top 10              |        |        |            |             | 10      | 10     |
| Punkteränge         | 3      | 9      | 4          | 2           | 17      | 35     |
| Starts              | 8      | 28     | 7          | 2           | 17      | 62     |
| Stand: Karriereende |        |        |            |             |         |        |

### Weltmeisterschaften
Ergebnisse bei Biathlon-Weltmeisterschaften
| Weltmeisterschaft | Weltmeisterschaft | Einzel | Sprint | Verfolgung | Massenstart | Staffel | Mixedstaffel |
| Jahr              | Ort               | Einzel | Sprint | Verfolgung | Massenstart | Staffel | Mixedstaffel |
| ----------------- | ----------------- | ------ | ------ | ---------- | ----------- | ------- | ------------ |
| 2013              | Nové Město        | 56.    | 71.    | –          | –           | 11.     | –            |
| 2015              | Kontiolahti       | 67.    | 60.    | –          | –           | 11.     | 8.           |
| 2016              | Oslo              | 33.    | 18.    | 36.        | 27.         | 13.     | 10.          |

### Olympische Winterspiele
Ergebnisse bei Olympischen Winterspielen:
| Olympische Winterspiele | Olympische Winterspiele | Einzel | Sprint | Verfolgung | Massenstart | Staffel | Mixedstaffel |
| Jahr                    | Ort                     | Einzel | Sprint | Verfolgung | Massenstart | Staffel | Mixedstaffel |
| ----------------------- | ----------------------- | ------ | ------ | ---------- | ----------- | ------- | ------------ |
| 2014                    | Sotschi                 | 23.    | 65.    | –          | –           | 7.      | 8.           |